# Io non sono come te
Io non sono come te è un EP del cantautore italiano Moltheni, pubblicato nel 2007 da La Tempesta e distribuito da Venus. Le musiche ed i testi originali sono di Moltheni.

## Tracce
1. Il risveglio – 3:07
2. Tu – 5:48
3. Giorni cattivi – 5:05
4. Montagna nera – 3:09
5. Io non io – 1:42
6. Felce – 1:55

## Musicisti
- Moltheni - Voce e chitarra acustica
- Pietro Canali - Pianoforte e piano wurlitzer
- Giacomo Fiorenza - Basso elettrico